# Jasnaja Poljana
För andra betydelser, se Jasnaja Poljana (olika betydelser).

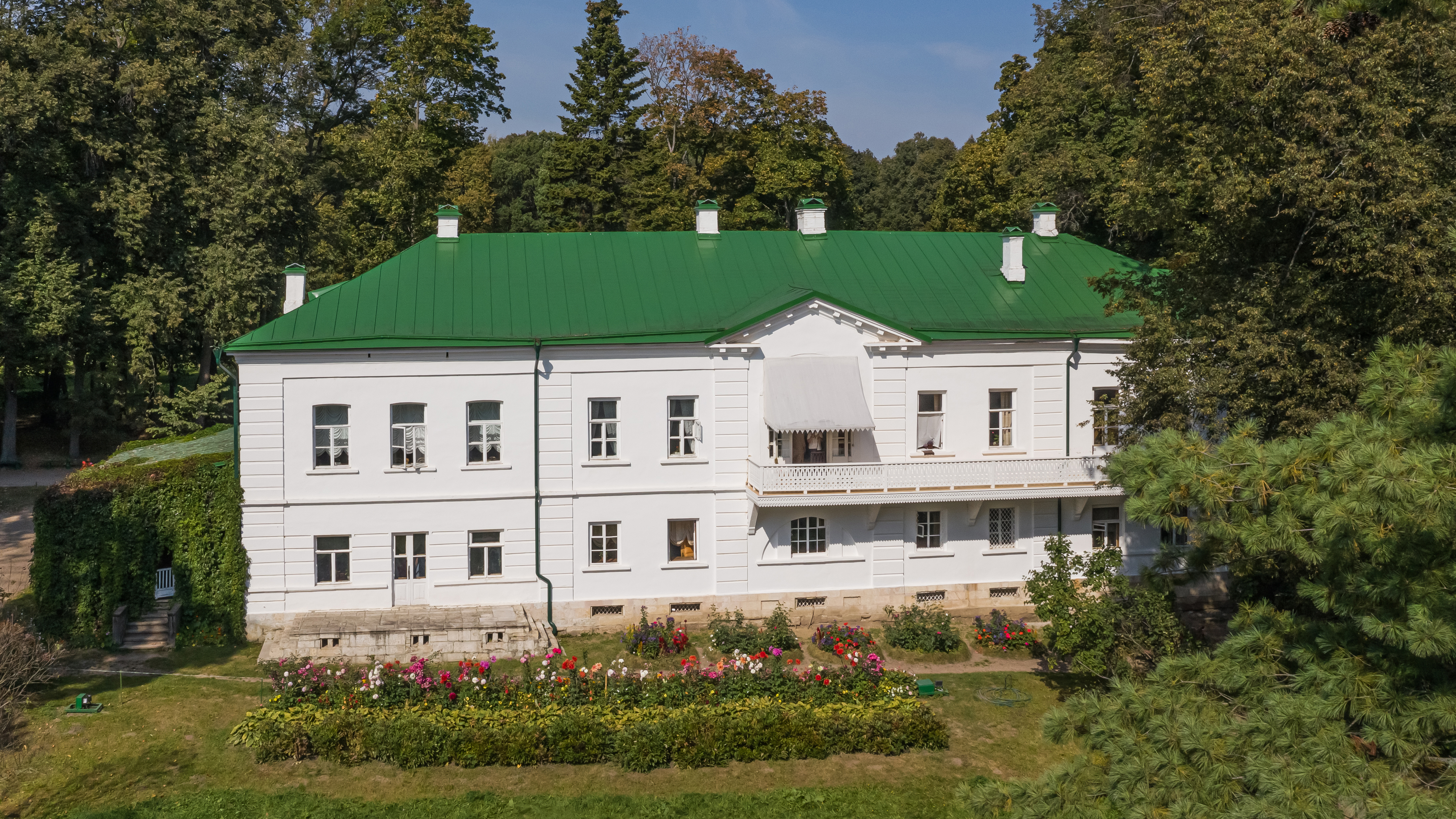
Lev Tolstojs hus på Jasnaja Poljana.

Jasnaja Poljana (ryska: Ясная Поляна, "Klara gläntan") är ett gods i Ryssland som var författaren Lev Tolstojs hem. Jasnaja Poljana ligger 12 km sydväst om Tula. Här skrevs Krig och fred och Anna Karenina.
Tolstoj föddes, bodde och begravdes på Jasnaja Poljana. År 1921 omvandlades egendomen till minnesmuseum över författaren. Museet innehåller Lev Tolstojs herrgård, skolan han grundade för böndernas barn och en park med Tolstojs grav.

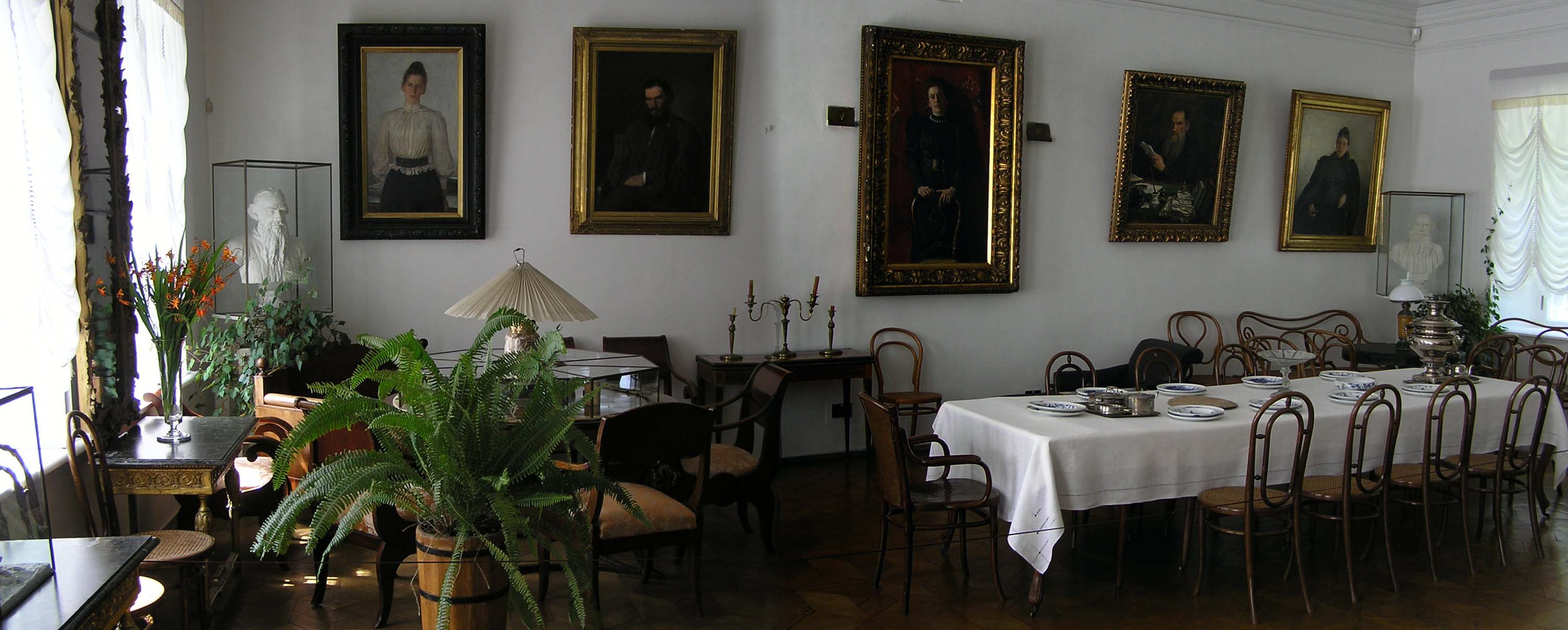
Matsalen på Jasnaja Poljana.